# Sérgio Paulinho
Sérgio Miguel Moreira Paulinho (* 26. März 1980 in Oeiras) ist ein ehemaliger portugiesischer Radrennfahrer, der in seiner Laufbahn die Silbermedaille bei den Olympischen Sommerspielen 2004 und Etappen bei der Vuelta a España 2006 und der Tour de France 2010 gewann.

## Werdegang
Sérgio Paulinho ist der Sohn des ehemaligen portugiesischen Radrennfahrers Jacinto Paulinho.
Sérgio Paulinho begann seine Karriere 2002 beim Radsportteam ASC-Vila do Conde. Bei der Straßen-Radweltmeisterschaft 2002 in Zolder wurde er im Einzelzeitfahren der U23-Klasse Dritter hinter Tomas Vaitkus und Alexander Bespalow. 2004 wurde er portugiesischer Meister im Zeitfahren und gewann zwei Etappen bei der Portugal-Rundfahrt, die als Gesamtsechster beendete. Bei den Olympischen Spielen in Athen gewann er im Straßenrennen hinter Paolo Bettini, mit dem er sich absetzen konnte, die Silbermedaille.
2005 wechselte Paulinho zum spanischen ProTeam. Er konnte sich kurz vor dem Ziel der zehnten Etappe der Vuelta a España 2006 aus einer Ausreißergruppe absetzen und damit sein erstes ProTour-Rennen für diese Mannschaft gewinnen. Er beendete die Spanienrundfahrt als 16. der Gesamtwertung.
Bei der bergigen zehnten Etappe der Tour de France 2010 konnte er sich im Sprint gegen den Belarussen Wassil Kiryjenka durchsetzen, mit dem er sich 14 km vor dem Ziel aus einer sechsköpfigen Spitzengruppe absetzen konnte.
Seit 2017 tritt Sérgio Paulinho nicht mehr international in Erscheinung.

## Erfolge
2002
- Portugiesischer Meister – Einzelzeitfahren (U23)

2004
- Portugiesischer Meister – Einzelzeitfahren
- zwei Etappen Portugal-Rundfahrt
- Olympische Sommerspiele 2004 – Straßenrennen

2006
- eine Etappe Vuelta a España

2008
- Portugiesischer Meister – Einzelzeitfahren

2009
- Mannschaftszeitfahren Tour de France

2010
- eine Etappe Tour de France

2016
- Mannschaftszeitfahren Kroatien-Rundfahrt

2017
- Portugiesische Meisterschaft – Einzelzeitfahren

## Grand-Tour-Platzierungen
| Grand Tour            | 2006 | 2007 | 2008 | 2009 | 2010 | 2011 | 2012 | 2013 | 2014 |
| --------------------- | ---- | ---- | ---- | ---- | ---- | ---- | ---- | ---- | ---- |
| Giro d’ItaliaGiro     | –    | –    | –    | –    | –    | –    | –    | –    | –    |
| Tour de FranceTour    | –    | 65   | –    | 35   | 46   | 81   | 50   | 136  | 89   |
| Vuelta a EspañaVuelta | 16   | DNF  | 26   | –    | –    | 85   | 70   | –    | 77   |